# BBN Butterfly
BBN Butterfly — параллельный суперкомпьютер, построенный компанией Bolt, Beranek and Newman в 1980-х годах. Название Butterfly (с англ. — «бабочка») он получил из-за использованной топологии сетевого соединения butterfly switch между узлами компьютера. Число процессоров в BBN Butterfly могло достигать 512.

## История
BBN Butterfly разрабатывался с 1977 года на деньги агентства DARPA как прибор Voice Funnel для передачи оцифрованного голоса и видео по сети. Позднее компьютеры Butterfly использовались в качестве роутеров в сети Satellite Wideband Network — разработке DARPA. Эта сеть потом стала называться Terrestrial Wideband Network. Сетевая топология butterfly switch по форме напоминала бабочку и была наиболее эффективной при выполнении быстрых преобразований Фурье во время оцифровки звука и видео.
В августе 1983 года DARPA профинансировала конверсию BBN Butterfly, который имел на тот момент лишь 10 процессоров, в полноценный компьютер в рамках Стратегической компьютерной инициативы — государственной программы США по созданию компьютеров пятого поколения. BBN предложило создать прототип на 128 процессорах и оценить насколько легко он масштабируется для большего количества процессоров. Работа началась в октябре 1983 года и первая система из 128 узлов была готова в феврале 1985 года. Одновременно на поток было поставлено производство 16-процессорных машин. Первые экземпляры ушли в августе 1984 года Университету Рочестера и Калифорнийскому университету в Беркли. К марту 1986 года было установлено 19 компьютеров BBN Butterfly, включая две 128-процессорные машины (одна из них — в мае 1985 года была предоставлена Университету Рочестера) и две 64-процессорные машины.
Обещая агентству DARPA ещё более мощную машину, компания BBN запустила проект Monarch по разработке массово-параллельного суперкомпьютера с 8000 RISC-процессорами и той же сетевой топологией butterfly switch. Проект потерпел провал; BBN использовала разработки проекта Monarch в своей коммерческой системе TC-2000, а проект Monarch закрыла в 1989 году.
Большинство проданных систем оснащалось 16 процессорами. Неизвестно ни одного экземпляра, который бы сохранился в музее до наших дней. Считается, что по крайней мере одна система работает в автономном транспортном средстве, разработанном в DARPA.

## Описание
Каждый компьютер BBN Butterfly, который в документации назывался процессором, состоял из нескольких (до 256) узлов. Каждый узел соединялся с другими коммутируемой сетью butterfly switch с пропускной способностью 32 Мбита/сек.
Первое поколение компьютеров BBN Butterfly использовало процессоры Morotola MC68000 с тактовой частотой 8 МГц (эти процессоры, кстати, использовались в первых моделях компьютеров Apple Macintosh), позднее — в модели BBN Butterfly Plus — процессоры M68010.
Каждый процессор имел свою собственную локальную память (от 1 до 4 Мб максимум), которая соединялась со всеми другими процессорами, и значит каждый ЦПУ мог обращаться к памяти любого другого ЦПУ в системе как к своей собственной, хотя и с большей задержкой (примерно 5:1). Несмотря на то, с точки зрения каждого процессора доступ к памяти был неоднородным, машина работала с памятью как с общей (объемом до 1 Гб), то есть являлась симметричным (SMP-NUMA) мультипроцессором. По классификации Флинна BBN Butterfly был SM-MIMD-машиной.
Второе и третье поколение BBN Butterfly — модели GP-1000 — использовали процессоры Motorola 68020, дополнялись сопроцессорами Motorola MC68882 для операций с плавающей запятой и могли иметь до 256 процессоров. Более поздние модели — TC-2000 — использовали процессор Motorola MC88100 и масштабировались до 512 процессоров.
30-процессорная машина Butterfly Plus предлагалась за 400 000 долларов, а 30-процессорная Butterfly GP-1000 — за 500 000 долларов на ноябрь 1987 года. Консольным компьютером для BBN Butterfly выступал DEC VAX.
BBN Butterfly работала под управлением сначала проприетарной операционной системы, называвшейся Chrysalis, но с 1989 года стала использовать операционную систему, основанную на микроядре Mach.
Специально для Butterfly был разработан параллельный отладчик TotalView, который пережил платформу и был портирован на множество других параллельных компьютеров.